# Сухе (гміна Плоняви-Брамура)
Сухе (пол. Suche) — село в Польщі, у гміні Плоняви-Брамура Маковського повіту Мазовецького воєводства.
Населення — 162 особи (2011).
У 1975-1998 роках село належало до Остроленцького воєводства.

## Демографія
Демографічна структура станом на 31 березня 2011 року:
|          | Загалом | Допрацездатний вік | Працездатний вік | Постпрацездатний вік |
| -------- | ------- | ------------------ | ---------------- | -------------------- |
| Чоловіки | 86      | 20                 | 56               | 10                   |
| Жінки    | 76      | 13                 | 43               | 20                   |
| Разом    | 162     | 33                 | 99               | 30                   |